# Juan Antonio Diaz de Salcedo
Juan Antonio Diaz de Salcedo, OFM (falecido em 1603) foi um prelado católico romano que serviu como Bispo da Nicarágua (1597–1603) e Bispo de Santiago de Cuba (1580–1597).

## Biografia
Juan Antonio Diaz de Salcedo nasceu em Burgos, Espanha e foi ordenado sacerdote na Ordem dos Frades Menores. Em 14 de março de 1580, foi nomeado durante o papado do Papa Gregório XIII como Bispo de Santiago de Cuba. Em 28 de julho de 1597, foi nomeado durante o papado do Papa Clemente VIII como Bispo da Nicarágua, onde serviu até sua morte.